# جورج دود ( كاتب القرن التاسع عشر)

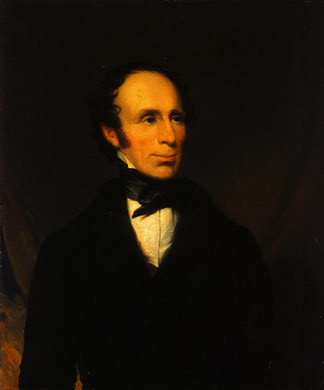
جورج دود

جورج دود (١٨ سبتمبر ١٨٠٨ - ٢١ يناير (١٨٨١) كان صحفيًا وكاتبًا إنجليزيًا. أشهر أعماله كان طعّام لندن عام ١٨٥٦م.

## أعماله
عمل جورج كمساعد لتشارلز نايت، لا سيما في عرض الإحصائيات.

### الموسوعات
كتب دود مقالات عن الفن الصناعي في Penny Cyclopædia و Cyclopædia الإنجليزي والمكملات.  حرّر وكتب في ١٨٥١م  Cyclopædia of the Industry of all Nations).

### الدوريات
ساهم جورج في منشورات نايت التسلسلية: مجلة بيني ولندن والأرض التي نعيش فيها وأكثر.  عندما تقاعد نايت كناشر عام، أصبح دود مرتبطًا بالسادة تشامبرز، وساهم في منشوراتهم التسلسلية.  لأكثر من ثلاثين عامًا، ساهم بورقة واحدة أو أكثر في برنامج The Companion to the Almanac.
هناك دورية أخرى ساهم فيها دود وهي «الكلمات المنزلية»، التي يديرها تشارلز ديكنز. وجد ديكنز دود مفيدًا، لكن في بعض الأحيان كان قريبًا من كاتب الاختراق.  تم عرض إعادة تدوير بعض مواد مقالته ككتب، والعكس صحيح.

### الكتب
بالنسبة لمجلدات نايت الأسبوعية، كتب دود "مصنوعات المنسوجات في بريطانيا العظمى (المصنوعات البريطانية. المواد الكيميائية. - المعادن. - المصنوعات البريطانية، السلسلة ٦_٤)، (٦مجلدات.١٨٤٤ _٦).  العمل الذي اشتهر به على الأرجح هو "طعام لندن".  رسم تخطيطي للأصناف الرئيسية، ومصادر التوريد... وآلات التوزيع، للغذاء لمجتمع من مليوني ونصف المليون (١٨٥٦).
تم جمع ونشر بعض مقالات دود في مجلدات، تحت عناوين أيام في المصانع (١٨٤٣) وفضول الصناعة (١٨٥٢). كما قام بتجميع دليل Chambers's Handy إلى لندن (١٨٦٢) ودليل Chambers's Handy إلى شواطئ كينت وساسكس (١٨٦٣). كتبه الأخرى:
- رسالة أولية حول بناء الأقفال، من المواد التي وفرها ألفريد تشارلز هوبز؛ جمعه دود، وحرره تشارلز توملينسون، ١٨٥٣.
- التاريخ المصور للحرب الروسية، ١٨٥٤-٥-٦.
- تاريخ الثورة الهندية والبعثات إلى بلاد فارس والصين واليابان، ١٨٥٦-١٨٧-١٨.
- من أين نحصل عليه وكيف يتم صنعه؟ وصف مألوف لطريقة توفير احتياجاتنا اليومية ووسائل الراحة والكماليات. ... مع الرسوم التوضيحية من قبل دبليو هارفي [١٨٦٢].
- السكك الحديدية والبواخر والبرق. لمحة عن تقدمهم الأخير وحالتهم الحالية، إدنبرة، ١٨٦٧.
- قاموس المصنوعات والتعدين والآلات والفنون الصناعية، [١٨٧١].